# Drei Unteroffiziere
Drei Unteroffiziere ist ein 1939 gedrehter nationalsozialistischer Propagandafilm von Werner Hochbaum. Die männlichen Hauptrollen spielen Albert Hehn als Unteroffizier Rauscher, Fritz Genschow als Unteroffizier Kohlhammer und Wilhelm H. König als Unteroffizier Struve.
Es handelt sich heute um einen Vorbehaltsfilm der Friedrich-Wilhelm-Murnau-Stiftung. Er gehört damit zum Bestand der Stiftung, ist nicht für den Vertrieb freigegeben, und darf nur mit Zustimmung und unter Bedingungen der Stiftung gezeigt werden.

## Handlung
Die drei Unteroffiziere Rauscher, Kohlhammer und Struve sind Gruppenführer des ersten Zuges der dritten Kompanie und charakterlich sehr unterschiedlich veranlagt. Kohlhammer ist ein Draufgänger mit einer Schwäche für schöne Frauen, Struve liest gerne und versucht es allen recht zu machen, Rauscher ist ein eher ruhiger Mensch, der sich viele Gedanken um seine Zukunft macht. Trotz ihrer Verschiedenheit sind die drei gute Freunde.
Eines Abends hat sich Kohlhammer fatalerweise mit zwei Frauen gleichzeitig verabredet, zum einen mit der Gymnastiklehrerin Käthe, zum anderen mit der Telefonistin Lisbeth. Daher will er Struve überreden, an seiner Stelle mit Käthe auszugehen. Da Struve eigentlich mit 20 Soldaten zur Theaterprobe muss, engagiert dieser wiederum Rauscher als seine Vertretung für den Theaterjob. Letzterer willigt ein, muss dafür aber seiner Verlobten Lotte die Abendverabredung absagen. Im Laufe der Theatervorstellung verliebt sich Rauscher in die Schauspielerin Gerda, die seine Zuneigung auch erwidert, sehr zum Missfallen des Kapellmeisters Lautenbach, welcher Gerda nicht nur fördert, sondern selbst in sie verliebt ist. Aufgrund der Beziehung lassen allerdings Rauschers Leistungen in der Kompanie nach, was auch seinem Hauptmann negativ auffällt.
Rauscher will trotz mehrfacher Warnungen gutmeinender Freunde seine Beziehung zu Gerda endgültig machen und trennt sich offiziell von seiner Verlobten Lotte. Als ihm dann jedoch Gerdas Wirtin von Gerdas Verhältnis zu Lautenbach erzählt, eilt Rauscher wütend ins Theater und sorgt dort für allerhand Ärger. Gerda verspricht schließlich, sich von Lautenbach zu trennen, allerdings soll Rauscher dafür mit ihr eine Woche verreisen. Sowohl der Hauptfeldwebel als auch der Zugführer verweigern dem wenig vorbildlichen Unteroffizier den Urlaub. Zu allem Überfluss wird nun auch Rauschers Fehlverhalten im Theater an die Kompanie gemeldet. Sein Freund Struve springt für ihn in die Bresche und nimmt die fällige Arreststrafe auf sich.
Als es schließlich wegen Gerda auch noch zu einem Streit zwischen Kohlhammer und Rauscher kommt, nehmen Struve und Kohlhammer das Heft in die Hand und versuchen, die Dreierfreundschaft zu retten. Struve bittet Gerda, auf die Reise zu verzichten, die das schließlich auch tut. Kohlhammer sucht Rauscher auf, der befehlswidrig in Zivil am Bahnhof sitzt und auf Gerda wartet. Es gelingt ihm, den Freund zu einem Sinneswandel zu bewegen und gibt ihm rasch seine eigene Uniform, damit Rauscher wie befohlen mit seiner Truppe ins Quartier gehen kann. Kohlhammer muss deshalb in Rauschers Zivilanzug auf die Wache zurück, was nun auch ihm eine Strafe einbringt. Schließlich ist es Rauscher selbst, der seinem Leutnant die ganze Geschichte beichtet und sich schuldig bekennt. Der Hauptmann, der seine drei Unteroffiziere eigentlich streng bestrafen müsste, ist aber begeistert über deren Kameradschaftssinn und will ihnen künftig Aufgaben geben, bei denen sie sich gemeinsam beweisen können.

## Produktion und Rezeption
Der Film wurde von der Universum-Film AG Berlin produziert und verliehen. Die deutsche Erstaufführung fand am 31. März 1939 statt.
Bei den Dreharbeiten wirkten Teile von mehreren militärischen Einheiten mit: Aus dem Wachregiment Berlin, dem Infanterie-Lehr-Regiment (beide gehörten später zu den Wurzeln der Division Großdeutschland), der Panzer-Lehr-Abteilung und dem Jagdgeschwader 2 „Richthofen“.
Nach dem Ende des Zweiten Weltkrieges wurde die Aufführung vom Oberkommando der Alliierten unter Verbot gestellt. Heute liegen die Auswertungsrechte bei der Friedrich-Wilhelm-Murnau-Stiftung, die die Vorführung dieses Vorbehaltsfilms nur im Rahmen spezieller Bildungsveranstaltungen ermöglicht.